# Ozero Tserkovisjtje (sjö i Belarus, lat 55,23, long 27,44)
Ozero Tserkovisjtje (ryska: Озеро Церковище) är en sjö i Belarus.   Den ligger i voblasten Vitsebsks voblast, i den norra delen av landet, 150 km norr om huvudstaden Minsk. Ozero Tserkovisjtje ligger 129 meter över havet. Arean är 1,0 kvadratkilometer. Den sträcker sig 2,0 kilometer i nord-sydlig riktning, och 2,2 kilometer i öst-västlig riktning.
Omgivningarna runt Ozero Tserkovisjtje är en mosaik av jordbruksmark och naturlig växtlighet. Runt Ozero Tserkovisjtje är det ganska glesbefolkat, med 25 invånare per kvadratkilometer.